# Sincfal
Het Sincfal (of Zinkval) was een gebied van stroomgeulen, zandplaten, schorren en eilanden.

## Sincfal en Zeeland
Het gebied bevond zich in de middeleeuwen op de plaats van het Zwin en de huidige monding van de Westerschelde.
De betreffende eilanden waren Wulpen, Koezand, het eiland van Zuidzande, het eiland van Cadzand en Schoneveld.
In de vroege middeleeuwen was het Zwin nog niet verzand en bestond de Westerschelde nog niet als Scheldemonding. Er was slechts sprake van een inham in zee. Ergens tussen de 9e en de 12e eeuw is de Westerschelde als estuarium ontstaan. Ze werd geleidelijk aan steeds breder.
Dit ging ook ten koste van de eilanden Wulpen en Koezand. Wulpen verdween voor het grootste deel in 1377 en in 1513 was het gehele eiland verloren gegaan. Koezand verdween voorgoed in 1570.

## Sincfal en Brugge
De stormvloed van oktober 1134 had tot gevolg dat de oude zeearm van het Sincfal opnieuw werd uitgeschuurd en hierdoor het Zwin vormde. Wat eerst als een ramp werd ervaren, bleek weldra positieve gevolgen te hebben voor de scheepvaart. De vroegere getijdengeulen die de wegen vormden tussen Brugge en de open zee, waren stilaan door verzanding en door inpoldering aan het verdwijnen. De nieuwe geul bood uitweg.
Voortaan werd de goed bevaarbare Zwingeul vanaf Damme de nieuwe uitweg naar de zee en werd door een nieuw kanaal met Brugge verbonden. Vanaf de tweede helft van de twaalfde eeuw en tijdens de dertiende eeuw werd dit de grote vaarweg voor de internationale handel van en naar Brugge en het ontmoetingspunt van de scheepvaart uit Noord- en Zuid-Europa. Langs de vaarweg ontwikkelden zich steden en handelsnederzettingen zoals Damme (voor 1180), Sint-Anna-ter-Muiden (1213), Monnikerede (1226), Hoeke (1250) en Sluis (1290).
Na eeuwen blijft in het noorden van de Brugse historische stad nog een overblijfsel van de vroegere Sincfalgeul aanwezig. Het werd in de jaren zeventig van de twintigste eeuw beveiligd tegen woningbouw en aangelegd als een klein publiek park.